# Údolí stínu smrti (Roger Fenton)

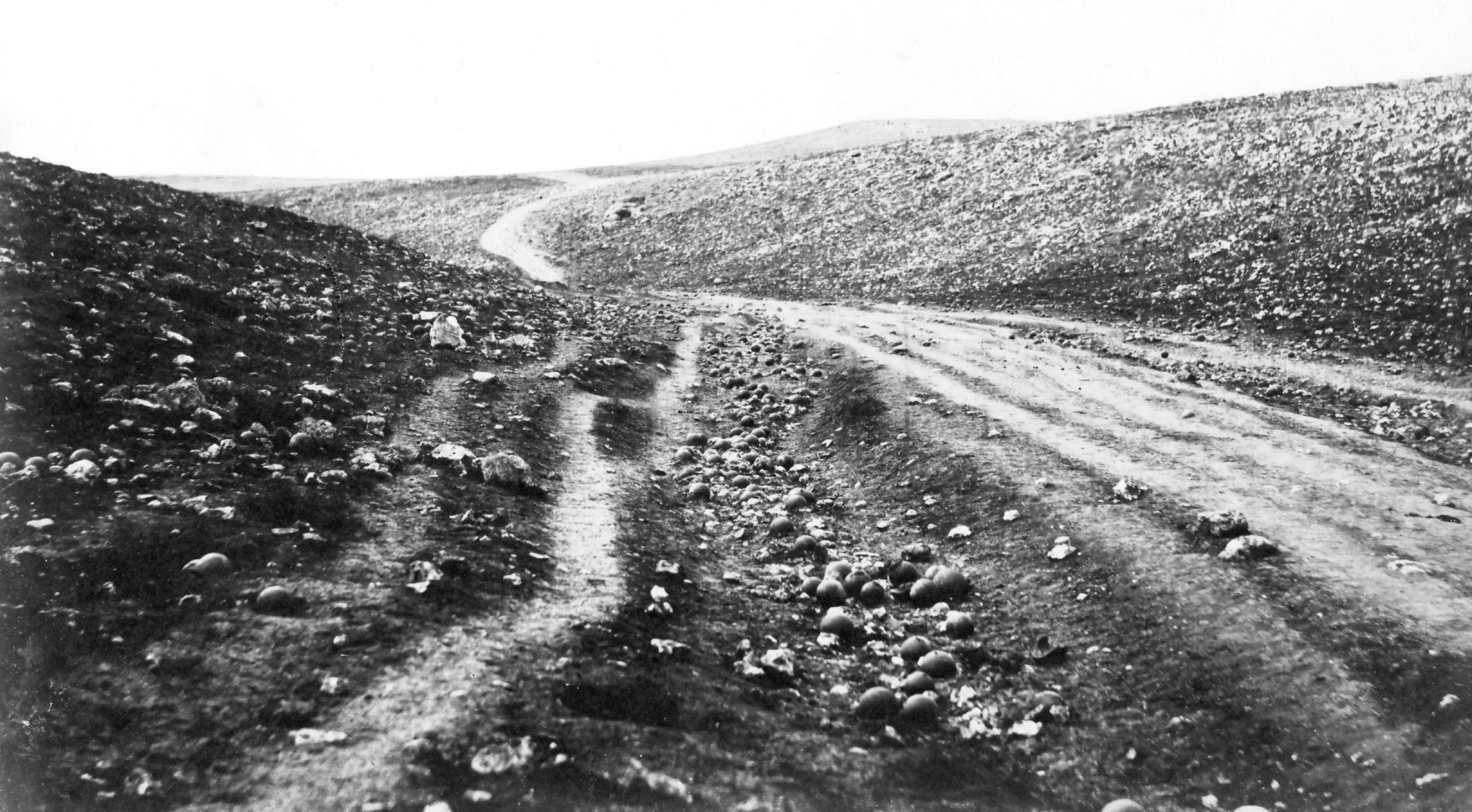
Údolí stínu smrti, bez dělových koulí na silnici

Údolí stínu smrti (anglicky: Valley of the Shadow of Death) je fotografie Rogera Fentona, pořízená 23. dubna 1855 během krymské války. Je to jedna z nejznámějších válečných fotografií.

## Historie a popis
Rogera Fentona vyslal Thomas Agnew z Agnew & Sons, aby zaznamenal Krymskou válku, kde Spojené království, Druhá francouzská říše, Království Sardinie a Osmanská říše vedly válku proti Ruské říši. Místo obrazu pojmenovali britští vojáci Údolí smrti jelikož bylo neustále ostřelováno. Když v září 1855 Thomas Agnew vystavil snímek jako jeden ze série jedenácti souhrnně nazvaných Panorama náhorní plošiny Sebastopol v jedenácti dílech na londýnské výstavě, použil válečný epitet, Tennysonův epitet a přidal Údolí stínu smrti s jeho záměrnou evokací žalmu 23.
Filmař Errol Morris se v roce 2007 vydal do Sevastopolu, aby identifikoval místo této „první ikonické válečné fotografie“. Zkoumal druhou verzi fotografie bez dělových koulí na silnici a otázku pravosti snímku. Dosavadní názory se lišily ohledně toho, která byla pořízena jako první, ale Morris si všiml důkazů, že první byla pořízena fotografie bez dělových koulí. Zůstává si nejistý, proč byly koule přesunuty na silnici na druhém obrázku – možná, poznamenává, je tam Fenton záměrně umístil, aby obrázek vylepšil. Podle muzea Orsay je to však „nepravděpodobné, protože kolem něj zuřící boje by mu to pravděpodobně nedovolily“. Alternativou je, že vojáci sbírali dělové koule k opětovnému použití a koule házeli výše do kopce na silnici a do příkopu pro pozdější sběr.
Tisky fotografie jsou v několika veřejných sbírkách, jako například: Getty Center, Knihovna Kongresu, Victoria and Albert Museum, Královská sbírka – Londýn, Vědecké muzeum nebo Muzeum Orsay.